# Écriture cursive chinoise
L’écriture cursive chinoise est une des formes de la calligraphie chinoise inscrite au Patrimoine culturel immatériel de l’humanité par l'Unesco en 2009. C'est la forme que prennent les caractères chinois lorsqu'ils sont écrits sans respecter les règles de tracé des caractères, notamment pour des notes rapides utilisées dans un usage domestique courant.
De même que l'écriture cursive déforme et lie les lettres de l'alphabet, et rend l'écriture assez différente des caractères d'imprimerie qui en sont à l'origine, l'écriture cursive chinoise est plus rapide que l'écriture normale, et difficile à déchiffrer pour qui n'y est pas habitué.
La cursive chinoise dérive des caractères de style clérical (隸書 Lìshū), réguliers (楷書 Kǎishū) ou simplifiés (簡字 Jiǎnzì), dont les traits ont été exécutés de manière cursive : d’une part les caractères sont tracés en évitant dans la mesure du possible d’interrompre le trait d’écriture ; et d’autre part le caractère est simplifié par l’omission de certains traits ou le remplacement de composants complexes par des formes plus simples.

## Origine et dénomination

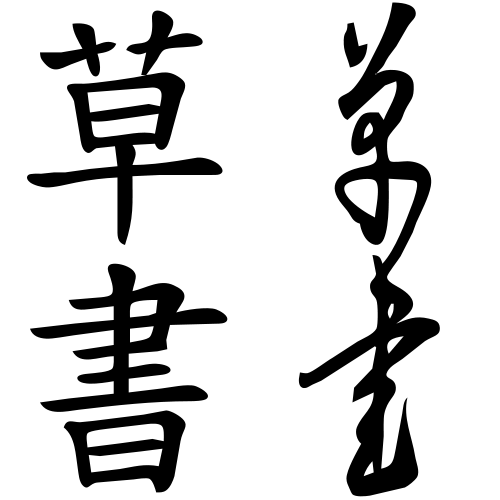
Les deux caractères 草書 (écriture cursive), calligraphiés en écriture normale (gauche) et cursive (droite).

Le style cursif (en chinois 草書 / 草书, cǎoshū) est souvent qualifié de « style [en] herbe ». Dans ce contexte, le caractère 書, shū signifie tout d'abord le « livre », mais aussi l'écriture ou la calligraphie, et le caractère 草, cǎo, dont le sens principal est « herbe » mais a de nombreuses connotations, signifie ici précipité, négligé, ou faire un brouillon, une esquisse, quelque chose qui pousse sans la rigueur formelle d'une écorce. La signification du terme est donc plutôt « calligraphie informelle », plutôt que la traduction littérale de « style herbe ».
La calligraphie chinoise cursive comprend traditionnellement trois formes : la cursive « des scribes » (章草, zhāngcǎo) ; la cursive dite « moderne » (今草, jīncǎo) et la cursive dite « sauvage » (狂草, kuángcǎo). On peut rajouter à cet inventaire le style semi-cursif ou courant (行書, xíngshū), qui est la forme d'écriture cursive employée dans l'écriture quotidienne.
L'écriture cursive s'est formée en Chine à partir de la dynastie Han, en plusieurs étapes.
- Dans un premier temps, une cursive servit à écrire informellement les caractères du style clérical. Dans la cursive « des scribes » ou « cléricale » (章草, zhāngcǎo) les traits successifs font parfois l’objet de ligatures. Le tracé des caractères dérive initialement du tracé normal du style clérical ; mais de nombreux éléments de caractère reçoivent une forme simplifiée. Ces formes simplifiées se retrouveront dans les écritures cursives ultérieures. Ils peuvent être observés sur les lames de bambou et de bois qui nous proviennent de cette période, où des formes primitives de cursives et des formes immatures de styles clérical sont souvent mélangées.
- La cursive dite « moderne » (今草, jīncǎo) n’est moderne que de nom ; elle a été créée au IVe siècle de notre ère à partir de la cursive « cléricale » précédente. Elle a été dérivée de la cursive des scribes à l'époque du royaume de Wei, pour émerger au moment de la dynastie Jin, en recevant des influences des styles standards et semi-cursif. Elle se caractérise par des ligatures plus fréquentes au sein des caractères, et plus d’alternatives simplifiées pour représenter un même caractère régulier.
- Le style semi-cursif ou courant (行書, xíngshū) dérive à la fois de la cursive cléricale et des caractères réguliers, et se caractérise par des ligatures plus fréquentes entre traits. De plus, le tracé ne suit pas les règles strictes du style régulier (楷書, kǎishū) et permet quelques variantes individuelles, mais les simplifications possibles ne sont pas aussi poussées que dans le style « herbe ».
- Le style « sauvage » (狂草, kuángcǎo, en japonais kyōsō) est le plus libre de tous. Il établit des ligatures non seulement au sein d’un caractère, mais même d’un caractère à l’autre. En outre, il donne beaucoup plus de liberté aux variantes de tracé, et à l’équilibrage des compositions. Il a été initié par les calligraphes Zhang Xu (張旭) et Huai Su (懷素), pendant la Dynastie Tang, qui furent de ce fait surnommés Zhang le fou et Su l'ivrogne (顛張醉素). Ce style artistique est sans usage pratique, parce qu’il est difficile à tracer, et surtout très difficile à déchiffrer. La limite entre une forme graphique de style courant et une de style « herbe » sauvage n’est pas forcément très tranchée.

Au Japon, ce sont des formes cursives de caractères chinois qui sont à l'origine des Man'yōgana, puis des caractères hiragana.

## Déformations cursives des caractères

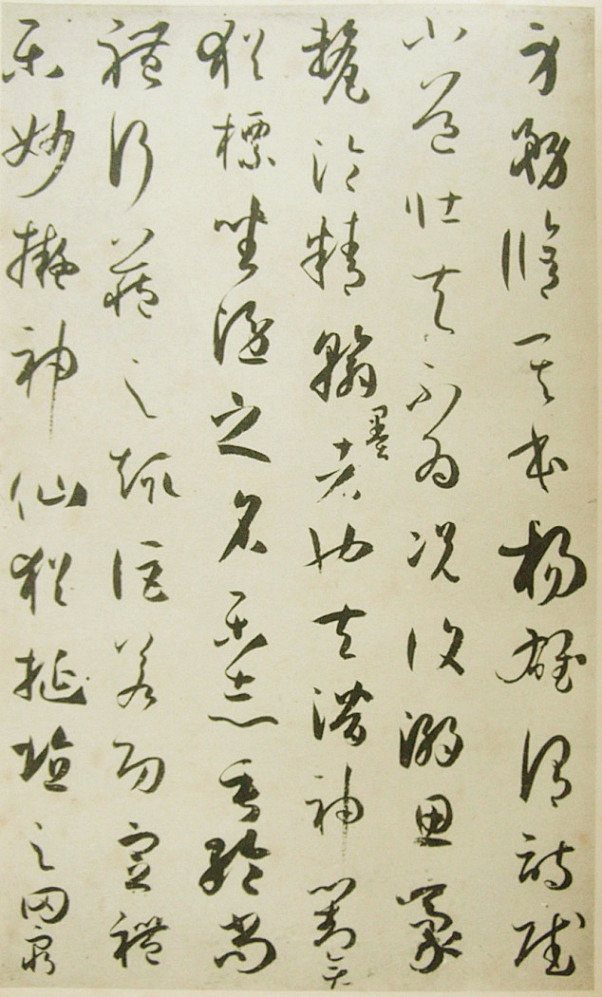
Préface de Shupu (À propos de la calligraphie) de Sun Guoting (孙过庭)

### Ligatures
Les ligatures entre traits conduisent aux effets suivants :
- Les traits parallèles normalement distincts dans l’écriture normale se fondent en un tracé fluide. Ainsi, 三 s’écrit .
- Les traits successifs normalement disjoints dans l’écriture normale sont déplacés, de manière que l’enchaînement se fasse sans solution de continuité. Ainsi, 口  s’écrit .
- Une succession de deux points ou plus se transforme en une simple ligne. Ainsi, 氵 s’écrit .
- Les traits normalement rectilignes en écriture normale se courbent, et les angles formés par deux traits consécutifs se transforment en boucles. Ainsi, 為 va s’écrire , (puis par simplification ultérieure  ou , puis  : c’est ce dernier tracé simplifié qui a donné en japonais ゐ, et par normalisation inverse du tracé cursif, 为 en chinois simplifié).

C'est l'ordre du tracé qui détermine le glyphe résultant, plus que le caractère proprement dit. L'identification d'un caractère tracé avec ligature est généralement hasardeuse voire impossible s'il ne reflète pas l'ordre normal de tracé des traits pour les différents caractères. C'est ce qui explique l'importance, dans l'apprentissage des caractères, d'apprendre en même temps l'ordre normal de tracé des traits.

### Simplifications
La simplification du caractère par omission de traits ou par des tracés conventionnels simplifiés a l’effet suivant :
- L’élimination de traits non essentiels réduit le nombre de traits par rapport à la forme normale, quitte à entraîner des confusions avec d'autres éléments de caractère, qu'il ne serait pas possible de trouver dans une telle composition. Ainsi, 房 (huit traits) s’écrit  ou , en éliminant le point et le trait horizontal qui le suit, comme si 方 était remplacé par 刀 (lequel n’existe pas en composition avec 戶).
- Les traits de la forme normale sont représentés par des traits plus courts, voire réduits à des points. Ainsi 都 s’écrit , à la fois par réduction à deux traits du composant 日, et par réduction à un point du dernier trait (vertical) de 阝 (et par la suite, par élimination de 日, le tracé devient  ou ).
- Un élément complexe est remplacé par un élément plus simple, ou un symbole conventionnel. Par exemple le caractère 門 est conventionnellement écrit  (abréviation qui a conduit au caractère 门 par normalisation inverse du tracé). De plus, le caractère cursif n’est plus nécessairement englobant : ainsi, 閃 s’écrit .

### Modifications du tracé

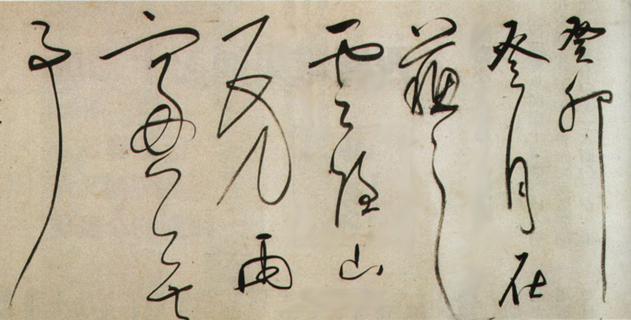
Calligraphie cursive et semi-cursive par Dong Qichang.

Outre les modifications précédentes, certains effets résultent de variations esthétiques, où l’écriture s’écarte du tracé normal.
- La position relative de deux traits peut être inversée. Ainsi, le caractère 到, qui s’écrit normalement , peut s’écrire , ou , en traçant d’abord le premier point de l'élément de caractère 刂.
- L’ordre normal des traits peut être conventionnellement modifié, le trait d’écriture conduisant alors à une nouvelle forme. Par exemple, dans l’écriture cursive du caractère 手, le trait vertical se trace en second (et non en quatrième position), ce qui conduit à la forme .
- Enfin, le sens de tracé d’un trait peut être inversé par rapport au tracé normal. Par exemple, le tracé cursif de 大 est normalement , ce qui peut conduire à une confusion avec le caractère 丈 ; l’inversion courante du trait horizontal donne le tracé  qui évite cette confusion.

## Tracé cursif (連筆liánbǐ) et caractère simplifié (簡字Jiǎnzì)
Le style cursif est l’héritage d’une longue histoire. Il se fonde sur des formes simplifiées de caractères (簡字 Jiǎnzì) dérivés de caractères "d'imprimerie" du style clérical ou régulier, et le tracé de ces caractères simplifiés fait de plus l’objet de ligatures (連筆 liánbǐ).
Un caractère cursif simplifié peut souvent s’écrire de différentes manières, l’une étant désignée par « style herbe » (草書 cǎoshū) normalisé (揩化 kāi huà) : ce tracé correspond aux simplifications normales (揩化 kāi huà) auxquelles sont appliquées le style cursif, c’est le tracé qui est normalement donné dans les dictionnaires de styles.
Par exemple, le caractère 應 s’écrit en cursif . Si les ligatures sont éliminées et que ce qui reste est écrit en style régulier, le squelette ainsi obtenu correspond au tracé simplifié 应 : si on trace ce caractère simplifié dans un style cursif, on obtiendra directement le caractère « herbe » . De ce fait, on dit que 应 est le tracé simplifié de 應, parce que c'est le squelette normalisé, représentable en imprimerie, du tracé cursif standard du caractère.
De même :
| Caractère régulier | Forme cursive normale | Forme simplifiée | Remarque |
| ------------------ | --------------------- | ---------------- | --- |
| 對                 |                       | 对               | L’élément de caractère 又 est souvent utilisé comme abréviation d’un groupe complexe.                                          |
| 這                 |                       | 这               | 文 remplace ici le groupe 言                                                                                                   |
| 頭                 |                       | 头               | Simplification radicale : le groupe de gauche est réduit à deux points, le groupe de droite à trois traits.                    |
| 識                 |                       | 识               | Simplification habituelle de 言 par 讠 ; et 戠 est énergiquement simplifié en 只.                                              |
| 歡                 |                       | 欢               | L’élément de caractère 又 est souvent utilisé comme abréviation d’un groupe complexe.                                          |
| 塊                 |                       | 圤               | Ici 鬼 est remplacé par 卜 (il ne reste plus que l'impression fugitive d'une composition verticale et d'un ajout sur le côté). |
| 鐘                 |                       | 鈡               | Ici 金 à droite est remplacé par 中.                                                                                           |
| 難                 |                       | 难               | L’élément de caractère 又 est souvent utilisé comme abréviation d’un groupe complexe.                                          |

Cependant, inversement, tous les caractères simplifiés de l'écriture d'imprimerie ne dérivent pas des caractères « herbe ». De plus, il convient de noter que toutes ces simplifications sont arbitraires, indépendantes de la sémantique des composants de caractères.

## Les calligraphies cursives

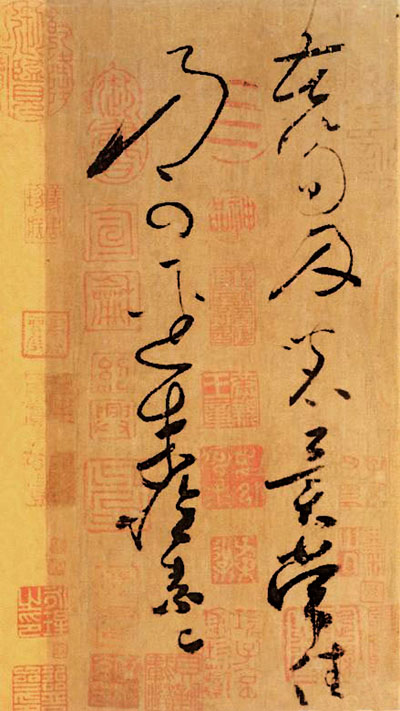
Une œuvre survivante de Huaisu

- La calligraphie courante[3], xingshu, celle qui « se répand », qui est utilisée par tous ceux qui emploient le chinois pour communiquer au quotidien. Elle est d'une exécution plus rapide que la régulière.
- La calligraphie cursive rapide, caoshu. Elle est semblable à la précédente, mais en multipliant les ellipses elle se permet un mouvement ininterrompu, plus confortable. Plus gestuelle, elle permet une forme expressionniste. On en distingue trois groupes:

1. la cursive « ancienne », zhangcao. Les caractères, abrégés, ne sont pas reliés entre eux.
2. la cursive « moderne », jincao. À partir du IIe siècle, sous les Han, les caractères sont souvent reliés entre eux, des traits deviennent des points... La calligraphie devient un pur plaisir esthétique.
3. la cursive « folle», ou « débridée », kuangcao.  À partir du VIIIe siècle, sous la dynastie Tang, une liberté qui est celle de personnalités exubérantes comme Zhang Xu (vers 658-746), ou le moine « fou et génial » Huaisu (vers 735-799) et de tant d'autres figures hors du commun.

## Calligraphes notables

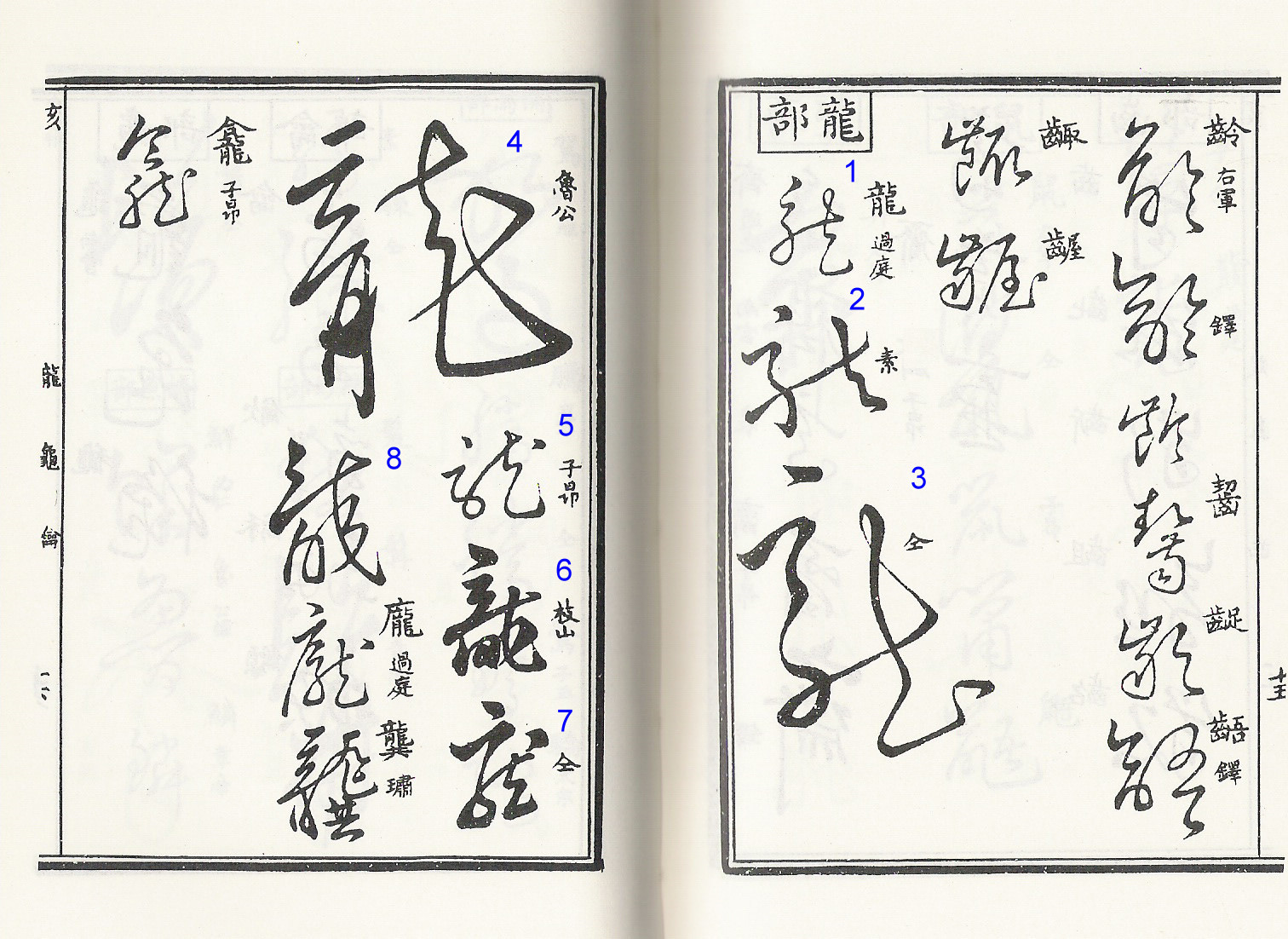
Huit variations du caractère 龍 (dragon) en cursive, tirées du livre Compilation des caractères cursifs, de Shi Liang dynastie Qing. Les nombres ont été ajoutés par nous. Les artistes: 1, Sun Guoting; 2,3 Huai Su; 4 Yan Zhenqing; 5 Zhao Mengfu; 6,7 Zhu Zhishan; 8 un anonyme.

- Dong Qichang
- Wang Xizhi
- Wang Xianzhi
- Zhang Zhi
- Zhang Xu
- Huai Su
- Wen Zhengming
- Yu Youren
- Lin Sanzhi
- Zhu Da